# Mehmed V.
Mehmed V. Reshad (turško Mehmed V Reşad ali Reşat Mehmet), 35. osmanski sultan, * 2. november 1844, † 3. julij 1918. 
Bil je sin sultana Abdula Medžida I. Njegova mati je bila Valide sultan (1909) Gülcemal (izvirno ime Sofija).

## Življenjepis
Mehmed V. se je rodil v palači Topkapı v Istanbulu. Kot veliko drugih potencialnih dedičev za prestol, je bil 30 let zaprt v haremu v palači, od tega 9 let v samici. V tem času je študiral poezijo starega Perzijskega sloga in postal pesnik. Na njegov deveti rojstni dan je bil ceremonialno obrezan v posebni Obrezovalni sobi (Sünnet Odasi) palače.

## Vladanje
Njegovo vladanje se je začelo 27. aprila 1909, dejansko pa ni imel resne politične moči. Odločitve so sprejemali različni člani Otomanske vlade in nazadnje, med prvo svetovno vojno, tri paše: Enver Pasha, Talat Pasha in Cemal Pasha.
Mehmedov edini politični akt je bil, da je uradno razglasil Džihad proti Zaveznikom dne 11. novembra 1914. To je bila zadnja pristna Kalifska razglasitev Džihada v zgodovini, saj je kalifat trajal le do leta 1924. Kljub temu da je na Otomanskem ozemlju živelo veliko muslimanov, ni imela razglasitev nobenega pomembnega učinka na vojno. Arabci so se sčasoma pridružili britanskim silam proti Turkom z Arabskim uporom leta 1916.
Mehmed V. je 15. oktobra 1917 v Konstantinoplu gostil zaveznika cesarja Viljema II. 27. januarja 1916 je bil imenovan za generalfeldmaršala kraljevine Prusije, 1. februarja 1916 pa tudi Nemškega cesarstva.

## Smrt
Umrl je v palači Yıldız, 3. julija 1918 v starosti 73 let (samo 4 mesece pred koncem vojne) in zato ni videl padca Otomanskega cesarstva. Večino svojega življenja je preživel v istanbulskih palačah Dolmabahce in Yıldız. Njegov grob je v zgodovinskem okraju Eyüp.
| Mehmed V. Osmanova dinastijaRojen: 2. november 1844 Umrl: 3. julij 1918 |                                                            |                       |
| Vladarski nazivi                                                        |                                                            |                       |
| Predhodnik: Abdul Hamid II.                                             | Sultan Osmanskega cesarstva 27. april 1909 - 3. julij 1918 | Naslednik: Mehmed VI. |
| Sunitski muslimanski nazivi                                             |                                                            |                       |
| Predhodnik: Abdul Hamid II.                                             | Kalif islama 27. april 1909 - 3. julij 1918                | Naslednik: Mehmed VI. |

1. 1 2  Encyclopædia Britannica
2. 1 2  Brockhaus Enzyklopädie